# Scalmogomphus wenshanensis
Scalmogomphus wenshanensis – gatunek ważki z rodziny gadziogłówkowatych (Gomphidae).